# Decretum Gratiani
Das Decretum Gratiani (auch Concordia discordantium canonum) ist eine um 1140 abgeschlossene Kanones-Sammlung. Sie war die wichtigste mittelalterliche Sammlung des kirchlichen Rechts und als Kern des Corpus Iuris Canonici bis 1917 Teil des geltenden Kirchenrechts. Gratian, der die Sammlung in Bologna kompilierte, gilt als „Vater der Kanonistik“.

## Geschichtlicher Kontext
Über den Verfasser der Sammlung ist außer dem Namen sehr wenig bekannt. Der Aufbau des Decretum Gratiani legt nahe, dass es aus dem akademischen Unterricht heraus entstanden ist.
Wie ältere Sammlungen auch war das Decretum Gratiani als „Privatsammlung“ ohne besonderen Auftrag durch Dritte entstanden. Es setzte sich aber rasch als Grundlagentext sowohl in der gerichtlichen Praxis als auch an den Universitäten durch. Gratians Werk gilt daher als Beginn der Kanonistik als eigenständige Wissenschaft. Da Irnerius sich etwa eine Generation zuvor, und zudem in derselben Stadt der Aufarbeitung des römischen Rechts widmete, beeinflussten sich die Rechtsschule von Bologna und die in Bologna gelehrte Kanonistik von Anfang an methodisch und inhaltlich. Gemeinsam prägten diese Disziplinen das ius commune, ein allgemeines Recht, das als Recht von „Legisten und Kanonisten“ langfristig die europäische Rechtsgeschichte prägte.
Eingebettet waren die beiden Rechtsprozesse in eine historische Situation, in der die Kirche und der Papst Macht ausübten und unter anderem über eine effektive Gerichtsbarkeit verfügten.
Nachdem sich das Decretum Gratiani in der Praxis und an den Universitäten als Grundlagenwerk durchgesetzt hatte, wurde es gezielt durch jüngere Sammlungen von Dekretalen ergänzt (unter anderem durch den Liber Extra von 1234 und den Liber Sextus von 1298). Das Decretum und die ergänzenden Sammlungen wurden gemeinsam zum Corpus Iuris Canonici zusammengefasst, das bis 1917 die Grundlage des Kirchenrechts in der römisch-katholischen Kirche bildete.

## Werk

### Fassungen, Quellen und Vorlagen, Datierung
Das Decretum Gratiani ist in seiner am weitesten verbreiteten Fassung eine sehr umfangreiche Sammlung aus tausenden von Einzeltexten, die in einem mehrstufigen Entstehungsprozess zusammengestellt wurden.
Die Kanones des Decretum Gratiani stammten letztlich aus sehr unterschiedlichen Quellen (fontes materiales), darunter das römische Recht, die Bibel, Dekretalen (Papstbriefe), Konzilsakten sowie patristische Schriften. Der jüngste Text stammt vom Zweiten Laterankonzil 1139. Gratian entnahm die allermeisten seiner Texte einer kleinen Zahl von Kanones-Sammlungen, die ihm als Vorlagen (fontes formales) dienten: Fast alle Kanones entstammen der Sammlung des Anselm von Lucca, der Tripartita, der Panormia, dem Polycarpus des Gregor von San Grisogono oder der sogenannte Sammlung in drei Büchern.
Die moderne Forschung unterscheidet zwei Fassungen des Decretum Gratiani, die beide nach 1139 in Bologna entstanden sind. Ob sie beide von der gleichen Person kompiliert wurden, ist umstritten. Als Notnamen dienen die Bezeichnungen „Gratian 1“ für die ältere und kürzere erste Fassung bzw. „Gratian 2“ für die deutlich umfangreichere und sehr viel weiter verbreitete zweite Fassung. „Gratian 2“ enthält fast doppelt so viele Kanones wie die erste Fassung; unter anderem wurde der gesamte dritte Teil zum Weiherecht neu hinzugefügt. Relativ früh wurde das Decretum weiter ergänzt, indem zusätzliche Kanones (unter anderem aus dem Liber decretorum des Burchard von Worms) eingefügt wurden, die schon im Mittelalter als Paleae bezeichnet wurden.
Das Decretum Gratiani kann nicht vor 1139 entstanden sein, weil es (in beiden Fassungen) Beschlüsse des Laterankonzils aus diesem Jahr enthält. Die früheste sicher datierbare Benutzung des Decretum Gratiani findet sich in einer Urkunde von 1150.

### Titel
Gratian selbst nannte sein Werk Concordia discordantium canonum (lat. „Übereinstimmung entgegenstehender Regeln“); später verbreitete sich der Titel Decretum Gratiani. Die Bezeichnung als concordia ist Programm: Gratian versuchte, gegensätzliche Kanones miteinander zu harmonisieren, er diskutiert unterschiedliche Meinungen und entscheidet sich oft (wenngleich nicht immer) für eine Lösung. Spätere Kommentatoren setzten diese Arbeit fort und kamen teilweise zu anderen Schlüssen.

### Umfang, Gliederung, Zitation
Das Decretum Gratiani umfasst in seiner am weitesten verbreiteten Fassung („Gratian 2“) über 3800 Kanones und über 1000 Kommentare Gratians. Diese Fassung ist in drei Teile eingeteilt, die ihrerseits auf jeweils unterschiedliche Weise gegliedert sind:
- Der erste Teil des Decretum ist in 101 thematische Abschnitte unterteilt (distinctiones), die jeweils ein oder mehrere Kanones enthalten, die als Kapitel (capitula) gezählt werden. Diese werden nach distinctio und capitulum zitiert („D.1 c.3“ = „drittes Kapitel der ersten distinctio“).
- Der zweite Teil besteht aus 36 fiktiven Rechtsfällen (causae), an deren Schilderung sich jeweils Fragen (quaestiones) anschließen; erst dann folgen ein oder mehrere Kapitel (capitula), die die einschlägigen Kanones enthalten. Die Kanones in diesem Teil nach dieser dreifachen Gliederung zitiert (z. B. „C.27 q.1 c.2“ = „Causa 27, quaestio 1, capitulum 2 = Kapitel 2 in Frage 2 zu Fall 27“).
  - Eine Sonderstellung nimmt C. 33 q. 3 ein, eine sehr umfangreiche quaestio zu Bußfragen, die als einzige quaestio noch einmal in sieben distinctiones unterteilt ist. Sie wird nach distinctio und capitulum mit vorangestelltem De pen. zitiert: „De pen. D.3 c.35“ = „De penitentia, distinctio 3, capitulum 35“ = „Fall 33, Frage 3, distinctio 3, Kapitel 35“.
- Der dritte Teil des Decretum Gratiani ist wieder in Distinktionen eingeteilt; er handelt von der Weihe. Er wird wie der erste Teil nach distinctio und capitulum zitiert, aber mit vorangestelltem de cons. für de consecratione (lat. für „über die Weihe“), z. B. „de cons., D. 5, c. 33“.
- Wenn man die Kommentare Gratians (die dicta Gratiani) zitieren will, muss man das jeweilige Kapitel zitieren (siehe oben) und dazu angeben, ob der Kommentar vor (ante) oder nach (post) dem kommentierten Kapitel steht: „D.84 d.a.c.2“ = „Distinctio 84, dictum ante capitulum 2“ = „Distinctio 84, dort Gratians Kommentar vor Kapitel 2“.

### Inhalte
Das Decretum Gratiani deckt fast alle Bereiche des kanonischen Rechts ab, einschließlich vieler Themen, die später (und heute) als Theologie gelten. Ganz am Anfang steht eine ausführliche Rechtsquellenlehre, in denen unter anderem göttliches und menschliches Recht unterschieden und das Verhältnis verschiedener Rechtsquellen zueinander diskutiert werden. Der zweite Teil beginnt mit einer causa zum Thema Simonie. Besonders viel Raum erhält das Eherecht (C.27-36), unter anderem zur Unterscheidung von Verlobung und Ehe, umfangreiche Inzestverbote und zur Frage der Gültigkeit verbotswidrig geschlossener Ehen. Das Decretum ist die erste weit verbreitete Sammlung aus Italien, die das Papstwahldekret von 1059 enthält. Causa 6 enthält (C.6. q.2. c.22) die spätantike Lex Quisquis, mit der der besondere Schutz der Würde des Papstes und der Kardinäle begründet wurde. In C.23 wird das Thema des „gerechten Krieges“, insbesondere gegen Ketzer, thematisiert. Das Decretum Gratiani verbreitete auch das altkirchliche Zinsverbot und enthielt Kanones zum „gerechten Preis“ (iustum pretium). Der Abschnitt De penitentia (C.33 q.3) ist weniger eine Kanonessammlung als vielmehr ein ausführlicher Traktat zu verschiedenen Fragen rund um die Buße. De consecratione hingegen enthält nur Kanones (und keine dicta) zu verschiedenen Sakramenten bzw. Sakramentalien, insbesondere zur Taufe, zur Konfirmation und zur Kirchweihe.

### Kommentare
Kommentare zum Decretum Gratiani wurden zunächst – ebenso wie in der Legistik – in der Form von Glossen verfasst. Sammlungen von Glossen nennt man Glossenapparat oder Lectura in Decretum (siehe auch Glossatoren). Der am weitesten verbreite große Glossenapparat geht auf Johannes Teutonicus zurück und wird Glossa ordinaria genannt.
Systematische Kommentare nennt man Summen. Sehr bald waren einige dieser Summen zum Dekret im Umlauf und erlangten vergleichbare Berühmtheit. Frühe Kommentatoren waren Paucapalea (vor 1148) und Magister Rolandus, den man früher irrtümlich mit Papst Alexander III. (1159–1181) identifizierte.
Die wohl wichtigsten Kommentatoren waren Rufinus von Bologna († vor 1192) und Huguccio († 1210). Weniger bekannt war die Summe des Simon von Bisignano. Sein Werk besteht aus Glossen zum Dekret und der Summa Simonis.

### Drucke und Editionen desDecretum Gratiani
- Die editio princeps besorgte 1471 Heinrich Eggestein in Straßburg (in zwei Bänden). Das Exemplar der Bodleian Library ist online verfügbar: Digitalisat Band 1 und Digitalisat Band 2.
- Decretum D. Gratiani [...] una cum glosis et thematibus [...] Ausultus, Lyon 1559 (digitale-sammlungen.de [abgerufen am 11. Juli 2022]). (Diese Ausgabe durch Charles Dumoulin enthält zahlreiche philologisch-kritische Kommentare, die insbesondere auch die Echtheit zahlreicher Kanones betreffen. Die Ausgabe wurde auf den Index librorum prohibitorum gesetzt.)[14]
- Decretum Gratiani emendatum et notationibus illustratum una cum glossis. Gregorii XIII pontificis maximi iussu editum: ad exemplar Romanum diligenter recognitum, Rom 1582 [Diese als editio Romana bekannte, von den Correctores Romani erstellte Ausgabe war bis 1917 für den kirchlichen Gebrauch verbindlich; sie enthält auch den wichtigsten Glossenapparat, ist aber nicht immer zuverlässig. Digitalisat.]
- Decretum sive Concordia discordantium canonum, herausgegeben von Emil Friedberg (= Corpus Iuris Canonici. Band 1). Tauchnitz, Leipzig 1879; Neudruck Graz 1959. [Bis heute verwendete Ausgabe auf Basis mehrerer Handschriften der zweiten Fassung. Digitalisat.]
- Decretum Gratiani, herausgegeben von Anders Winroth et al. [Im Entstehen begriffene kritische Ausgabe der ersten Fassung; siehe https://gratian.gratian.org/.]

### Editionen von einzelnen Teilen desDecretum Gratiani
- Regula Gujer: Concordia discordantium codicum manuscriptorum? Die Textentwicklung von 18 Handschriften anhand der D. 16 des Decretum Gratiani (= Forschungen zur kirchlichen Rechtsgeschichte und zum Kirchenrecht. Band 23). Böhlau, Köln / Weimar / Wien 2004, ISBN 3-412-12997-6.
- Atria Ann Larson: Gratian’s Tractatus de penitentia: A New Latin Edition with English Translation (= Studies in Medieval and Early Modern Canon Law). Catholic University of America Press, Washington 2016, ISBN 978-0-8132-2867-9.
- Enrique de León: La «cognatio spiritualis» según Graciano (= Pontificio Ateneo delle Santa Croce. Monografie giuridiche. Band 11). Mailand 1996. (Enthält eine Edition von C.30 qq.1, 3, 4.)

### Übersetzungen in moderne Sprachen
Es gibt keine Übersetzung des gesamten Decretum Gratiani in eine moderne Sprache, aber verschiedene Auszüge (oft sehr kurze) wurden immer wieder ins Deutsche, Englische, Französische und andere Sprachen übersetzt. Umfangreichere Übersetzungen sind:
- Atria Ann Larson: Gratian’s Tractatus de penitentia: A New Latin Edition with English Translation (= Studies in Medieval and Early Modern Canon Law). Catholic University of America Press, Washington 2016, ISBN 978-0-8132-2867-9.
- John T. Noonan, Augustine Thompson: Marriage Canons from the Decretum of Gratian and the Decretals, Sext, Clementines, and Extravagantes. 1993 (archive.org [abgerufen am 12. Mai 2022]).
- Jean Werckmeister, Décret de Gratien, Causes 27 à 36 – Le Mariage (= Sources canoniques. Band 3). Paris 2011.